# قائمة قرارات مجلس الأمن التابع للأمم المتحدة من 1001 إلى 1100
هذه قائمة قرارات مجلس أمن الأمم المتحدة رقم 1001 إلى 1100 المعتمدة في الفترة بين 30 يونيو 1995 و27 مارس 1997.

## القائمة
| القرارات | التاريخ        | التصويت                          | الاهتمامات |
| -------- | -------------- | -------------------------------- | --- |
| 1001     | 30 يونيو 1995  | 15-0-0                           | تمدد ولاية بعثة مراقبي الأمم المتحدة في ليبريا؛ المصالحة الوطنية                                                |
| 1002     | 30 يونيو 1995  | 15-0-0                           | تمدد ولاية بعثة الأمم المتحدة للاستفتاء في الصحراء الغربية؛ تنفيذ خطة التسوية                                   |
| 1003     | 5 يوليو 1995   | 14–0–1 (امتناع: روسيا)           | تمديد العقوبات الجزائية المفروضة على جمهورية يوغوسلافيا الاتحادية، صربيا ومونتنغرو                              |
| 1004     | 12 يوليو 1995  | 15-0-0                           | المطالبة بانسحاب قوات صرب البوسنة من المناطق الآمنة من سريبرينيتسا، البوسنة والهرسك                             |
| 1005     | 17 يوليو 1995  | 15-0-0                           | توريد المتفجرات لاستخدامها في إزالة الألغام في رواندا                                                           |
| 1006     | 28 يوليو 1995  | 15-0-0                           | تمدد ولاية قوة الأمم المتحدة المؤقتة في لبنان                                                                   |
| 1007     | 31 يوليو 1995  | 15-0-0                           | تمدد ولاية بعثة الأمم المتحدة في هايتي؛ المصالحة الوطنية                                                        |
| 1008     | 7 أغسطس 1995   | 15-0-0                           | تمدد ولاية بعثة الأمم المتحدة للتحقق في أنغولا الثالثة؛ مراقبة وقف إطلاق النار                                  |
| 1009     | 10 أغسطس 1995  | 15-0-0                           | امتثال كرواتيا باتفاق حماية الأمم المتحدة؛ حق السكان الصرب المحليين في تلقي المعونة الإنسانية                   |
| 1010     | 10 أغسطس 1995  | 15-0-0                           | وصول الوكالات الدولية إلى سريبرينيتسا وزيبا؛ الإفراج عن الأشخاص المحتجزين في البوسنة والهرسك                    |
| 1011     | 16 أغسطس 1995  | 15-0-0                           | تعليق حظر الأسلحة ضد الحكومة الرواندية                                                                          |
| 1012     | 28 أغسطس 1995  | 15-0-0                           | تأسيس لجنة تحقيق دولية في بوروندي                                                                               |
| 1013     | 7 سبتمبر 1995  | 15-0-0                           | إنشاء لجنة تحقيق دولية بشأن تدفقات الأسلحة إلى قوات الحكومة الرواندية السابقة في البحيرات الكبرى الأفريقية      |
| 1014     | 15 سبتمبر 1995 | 15-0-0                           | تمديد ولاية بعثة مراقبي الأمم المتحدة في ليبريا                                                                 |
| 1015     | 15 سبتمبر 1995 | 15-0-0                           | مزيد من تعليق العقوبات ضد صربيا والجبل الأسود                                                                   |
| 1016     | 21 سبتمبر 1995 | 15-0-0                           | الحالة العسكرية والإنسانية في البوسنة والهرسك                                                                   |
| 1017     | 22 سبتمبر 1995 | 15-0-0                           | تمديد ولاية بعثة الأمم المتحدة للاستفتاء في الصحراء الغربية                                                     |
| 1018     | 7 نوفمبر 1995  | 15-0-0                           | الانتخابات والشواغر في محكمة العدل الدولية                                                                      |
| 1019     | 9 نوفمبر 1995  | 15-0-0                           | انتهاكات القانون الدولي الإنساني في يوغوسلافيا السابقة                                                          |
| 1020     | 10 نوفمبر 1995 | 15-0-0                           | تعديل ولاية بعثة مراقبي الأمم المتحدة في ليبريا؛ تنفيذ عملية السلام                                             |
| 1021     | 22 نوفمبر 1995 | 14–0–1 (امتناع: روسيا)           | إنهاء حظر الأسلحة عند توقيع اتفاق السلام في يوغوسلافيا السابقة                                                  |
| 1022     | 22 نوفمبر 1995 | 14–0–1 (امتناع: روسيا)           | يعلق التدابير في القرارات السابقة المتعلقة يوغوسلافيا السابقة                                                   |
| 1023     | 22 نوفمبر 1995 | 15-0-0                           | اتفاق بين حكومة كرواتيا وممثلي الصرب المحليين                                                                   |
| 1024     | 28 نوفمبر 1995 | 15-0-0                           | تمدد ولاية قوة الأمم المتحدة لمراقبة فض الاشتباك                                                                |
| 1025     | 30 نوفمبر 1995 | 15-0-0                           | إنهاء عملية الأمم المتحدة لاستعادة الثقة في كرواتيا                                                             |
| 1026     | 30 نوفمبر 1995 | 15-0-0                           | تمدد ولاية قوة حماية الأمم المتحدة                                                                              |
| 1027     | 30 نوفمبر 1995 | 15-0-0                           | تمدد ولاية قوة الأمم المتحدة للانتشار الوقائي                                                                   |
| 1028     | 8 ديسمبر 1995  | 15-0-0                           | تمدد ولاية بعثة الأمم المتحدة لتقديم المساعدة إلى رواندا                                                        |
| 1029     | 12 ديسمبر 1995 | 15-0-0                           | تمديد وتعديل ولاية بعثة الأمم المتحدة لتقديم المساعدة إلى رواندا؛ العودة الآمنة للاجئين                         |
| 1030     | 14 ديسمبر 1995 | 15-0-0                           | تمديد ولاية بعثة مراقبي الأمم المتحدة في طاجيكستان                                                              |
| 1031     | 15 ديسمبر 1995 | 15-0-0                           | تنفيذ اتفاق السلام للبوسنة والهرسك؛ نقل من قوة الأمم المتحدة للحماية إلى قوة التنفيذ                            |
| 1032     | 19 ديسمبر 1995 | 15-0-0                           | تمدد ولاية قوة الأمم المتحدة لحفظ السلام في قبرص؛ استعادة الثقة                                                 |
| 1033     | 19 ديسمبر 1995 | 15-0-0                           | استفتاء حول تقرير المصير لشعب الصحراء الغربية؛ الانتهاء من عملية تحديد الهوية                                   |
| 1034     | 21 ديسمبر 1995 | 15-0-0                           | انتهاكات القانون الإنساني الدولي وحقوق الإنسان في يوغوسلافيا السابقة                                            |
| 1035     | 21 ديسمبر 1995 | 15-0-0                           | إنشاء فرقة عمل الشرطة الدولية والمكتب المدني لتنفيذ اتفاق السلام في البوسنة والهرسك                             |
| 1036     | 12 يناير 1996  | 15-0-0                           | تمديد ولاية بعثة مراقبي الأمم المتحدة في جورجيا                                                                 |
| 1037     | 15 يناير 1996  | 15-0-0                           | تأسيس سلطة الأمم المتحدة الانتقالية في سلافونيا الشرقية وبارانيا وسيرميوم الغربية                               |
| 1038     | 15 يناير 1996  | 15-0-0                           | الأذن للمراقبين العسكريين بمراقبة التسريح في شبه جزيرة بريفلاكا                                                 |
| 1039     | 29 يناير 1996  | 15-0-0                           | تمدد ولاية قوة الأمم المتحدة المؤقتة في لبنان                                                                   |
| 1040     | 29 يناير 1996  | 15-0-0                           | تدهور الوضع في الحرب الأهلية في بوروندي وجهود الحوار السياسي في بوروندي                                         |
| 1041     | 29 يناير 1996  | 15-0-0                           | تمدد ولاية بعثة مراقبي الأمم المتحدة في ليبريا؛ جهود لاستعادة الاستقرار                                         |
| 1042     | 31 يناير 1996  | 15-0-0                           | تمدد ولاية بعثة الأمم المتحدة للاستفتاء في الصحراء الغربية؛ تنفيذ خطة التسوية                                   |
| 1043     | 31 يناير 1996  | 15-0-0                           | نشر 100 مراقب عسكري كجزء من سلطة الأمم المتحدة الانتقالية في سلافونيا الشرقية وبارانيا وسيرميوم الغربية         |
| 1044     | 31 يناير 1996  | 15-0-0                           | مطالبات السودان بتسليم ثلاثة مشتبهين إلى إثيوبيا بسبب محاولة اغتيال رئيس مصر حسني مبارك                         |
| 1045     | 8 فبراير 1996  | 15-0-0                           | تمدد ولاية بعثة الأمم المتحدة للتحقق في أنغولا الثالثة                                                          |
| 1046     | 13 فبراير 1996 | 15-0-0                           | زيادة قوة الأمم المتحدة قوة الانتشار الوقائي                                                                    |
| 1047     | 29 فبراير 1996 | 15-0-0                           | تعيين لويز أربور كـ المدعي العام في المحكمة الجنائية الدولية لرواندا و يوغوسلافيا السابقة                       |
| 1048     | 29 فبراير 1996 | 15-0-0                           | تمدد ولاية بعثة الأمم المتحدة في هايتي؛ تخفيض الحجم                                                             |
| 1049     | 5 مارس 1996    | 15-0-0                           | التحضير لمؤتمر إقليمي بشأن الأمن في منطقة منطقة البحيرات الكبرى الأفريقية؛ أزمة لاجئين البحيرات الكبرى          |
| 1050     | 8 مارس 1996    | 15-0-0                           | الترتيبات الخاصة بسحب بعثة الأمم المتحدة لتقديم المساعدة إلى رواندا                                             |
| 1051     | 27 مارس 1996   | 15-0-0                           | آلية لرصد العراق والقيام باستيراد وتصدير مواد "الاستخدام المزدوج"                                               |
| 1052     | 18 أبريل 1996  | 15-0-0                           | دعوات لوقف إطلاق النار في حرب لبنان 1996                                                                        |
| 1053     | 23 أبريل 1996  | 15-0-0                           | استنتاجات لجنة التحقيق بشأن انتهاكات حظر توريد الأسلحة على قوات الحكومة الرواندية السابقة                       |
| 1054     | 26 أبريل 1996  | 13–0–2 (ممتنعون: الصين، روسيا)   | عقوبات السودان لعدم الامتثال للقرار 1044                                                                        |
| 1055     | 8 مايو 1996    | 15-0-0                           | تمدد ولاية بعثة الأمم المتحدة للتحقق في أنغولا الثالثة؛ جهود لدفع تقدم السلام                                   |
| 1056     | 29 مايو 1996   | 15-0-0                           | تمدد ولاية بعثة الأمم المتحدة للاستفتاء في الصحراء الغربية؛ شروط الاستفتاء                                      |
| 1057     | 30 مايو 1996   | 15-0-0                           | تمدد ولاية قوة الأمم المتحدة لمراقبة فض الاشتباك                                                                |
| 1058     | 30 مايو 1996   | 14–0–1 (امتناع: روسيا)           | تمدد ولاية قوة الأمم المتحدة للانتشار الوقائي                                                                   |
| 1059     | 31 مايو 1996   | 15-0-0                           | تمدد ولاية بعثة مراقبي الأمم المتحدة في ليبريا؛ الوضع الأمني                                                    |
| 1060     | 12 يونيو 1996  | 15-0-0                           | رفض العراق السماح لأفرقة التفتيش بزيارة المواقع التي حددتها اللجنة الخاصة للأمم المتحدة                         |
| 1061     | 14 يونيو 1996  | 15-0-0                           | تمدد ولاية بعثة مراقبي الأمم المتحدة في طاجيكستان؛ الوضع على الحدود الطاجيكية - الأفغانية                       |
| 1062     | 28 يونيو 1996  | 15-0-0                           | تمدد ولاية قوة الأمم المتحدة لحفظ السلام في قبرص؛ استعادة الثقة                                                 |
| 1063     | 28 يونيو 1996  | 15-0-0                           | تأسيس بعثة الأمم المتحدة للدعم في هايتي                                                                         |
| 1064     | 11 يوليو 1996  | 15-0-0                           | تمدد ولاية بعثة الأمم المتحدة للتحقق في أنغولا الثالثة؛ عملية السلام                                            |
| 1065     | 12 يوليو 1996  | 15-0-0                           | تمديد ولاية بعثة مراقبي الأمم المتحدة في جورجيا                                                                 |
| 1066     | 15 يوليو 1996  | 15-0-0                           | الأذن بمراقبة مستمرة لتجريد شبه جزيرة بريفلاكا من السلاح بواسطة مراقبين عسكريين                                 |
| 1067     | 26 يوليو 1996  | 13–0–2 (ممتنعون: الصين، روسيا)   | إدانة كوبا لإطلاق النار على طائرتين مدنيتين بعد تقرير منظمة الطيران المدني الدولي                               |
| 1068     | 30 يوليو 1996  | 15-0-0                           | تمدد ولاية قوة الأمم المتحدة المؤقتة في لبنان                                                                   |
| 1069     | 30 يوليو 1996  | 15-0-0                           | تمدد ولاية مراقبين سلطة الأمم المتحدة الانتقالية في سلافونيا الشرقية وبارانيا وسيرميوم الغربية                  |
| 1070     | 16 أغسطس 1996  | 13–0–2 (ممتنعون: الصين، روسيا)   | فرض عقوبات على الطيران ضد السودان لفرض الامتثال للقرار 1044 و1054                                               |
| 1071     | 30 أغسطس 1996  | 15-0-0                           | تمديد ولاية بعثة مراقبي الأمم المتحدة في ليبريا                                                                 |
| 1072     | 30 أغسطس 1996  | 15-0-0                           | تسوية سياسية للوضع في بوروندي أثناء الحرب الأهلية                                                               |
| 1073     | 28 سبتمبر 1996 | 14–0–1 (ممتنع: الولايات المتحدة) | الوضع في القدس، نابلس، رام الله، بيت لحم وقطاع غزة                                                              |
| 1074     | 1 أكتوبر 1996  | 15-0-0                           | إنهاء التدابير ضد يوغوسلافيا السابقة عقب الانتخابات في البوسنة والهرسك                                          |
| 1075     | 11 أكتوبر 1996 | 15-0-0                           | تمدد ولاية بعثة الأمم المتحدة للتحقق في أنغولا الثالثة؛ عملية السلام                                            |
| 1076     | 22 أكتوبر 1996 | 15-0-0                           | الوضع السياسي والعسكري والإنساني في أفغانستان                                                                   |
| 1077     | 22 أكتوبر 1996 | 14–0–1 (الممتنعون: الصين)        | إنشاء مكتب لحقوق الإنسان كجزء من بعثة مراقبي الأمم المتحدة في جورجيا                                            |
| 1078     | 9 نوفمبر 1996  | 15-0-0                           | مقترحات لمؤتمر دولي بشأن السلام والأمن والتنمية في منطقة البحيرات الكبرى الأفريقية؛ أزمة لاجئين البحيرات الكبرى |
| 1079     | 15 نوفمبر 1996 | 15-0-0                           | تمدد ولاية سلطة الأمم المتحدة الانتقالية في سلافونيا الشرقية وبارانيا وسيرميوم الغربية                          |
| 1080     | 15 نوفمبر 1996 | 15-0-0                           | إنشاء قوة تدخل إنساني متعددة الجنسيات في منطقة البحيرات العظمى الأفريقية                                        |
| 1081     | 27 نوفمبر 1996 | 15-0-0                           | تمدد ولاية قوة الأمم المتحدة لمراقبة فض الاشتباك                                                                |
| 1082     | 27 نوفمبر 1996 | 15-0-0                           | تمدد ولاية قوة الأمم المتحدة للانتشار الوقائي                                                                   |
| 1083     | 27 نوفمبر 1996 | 15-0-0                           | تمديد ولاية بعثة مراقبي الأمم المتحدة في ليبريا                                                                 |
| 1084     | 27 نوفمبر 1996 | 15-0-0                           | تمدد ولاية بعثة الأمم المتحدة للاستفتاء في الصحراء الغربية؛ تنفيذ خطة التسوية                                   |
| 1085     | 29 نوفمبر 1996 | 15-0-0                           | تمدد ولاية بعثة الأمم المتحدة للدعم في هايتي                                                                    |
| 1086     | 5 ديسمبر 1996  | 15-0-0                           | تمدد ولاية بعثة الأمم المتحدة للدعم في هايتي                                                                    |
| 1087     | 11 ديسمبر 1996 | 15-0-0                           | تمدد ولاية بعثة الأمم المتحدة للتحقق في أنغولا الثالثة                                                          |
| 1088     | 12 ديسمبر 1996 | 15-0-0                           | يؤذن بإنشاء قوة تثبيت الاستقرار في البوسنة والهرسك                                                              |
| 1089     | 13 ديسمبر 1996 | 15-0-0                           | تمديد ولاية بعثة مراقبي الأمم المتحدة في طاجيكستان                                                              |
| 1090     | 13 ديسمبر 1996 | تم اعتماده بدون تصويت            | تعيين كوفي عنان الأمين العام للأمم المتحدة                                                                      |
| 1091     | 13 ديسمبر 1996 | تم اعتماده بدون تصويت            | تقر بمساهمة الأمين العام بطرس غالي                                                                              |
| 1092     | 23 ديسمبر 1996 | 15-0-0                           | تمديد ولاية قوة الأمم المتحدة لحفظ السلام في قبرص                                                               |
| 1093     | 14 يناير 1997  | 15-0-0                           | مراقبة تسريح شبه جزيرة بريفلاكا                                                                                 |
| 1094     | 20 نوفمبر 1997 | 15-0-0                           | نشر مراقبين عسكريين كجزء من بعثة الأمم المتحدة للتحقق في غواتيمالا                                              |
| 1095     | 28 يناير 1997  | 15-0-0                           | تمدد ولاية قوة الأمم المتحدة المؤقتة في لبنان                                                                   |
| 1096     | 30 يناير 1997  | 15-0-0                           | تمديد ولاية بعثة مراقبي الأمم المتحدة في جورجيا                                                                 |
| 1097     | 18 فبراير 1997 | 15-0-0                           | خطة السلام من خمس نقاط لشرق زائير                                                                               |
| 1098     | 27 فبراير 1997 | 15-0-0                           | تمدد ولاية بعثة الأمم المتحدة للتحقق في أنغولا الثالثة؛ تأسيس حكومة الوحدة                                      |
| 1099     | 14 مارس 1997   | 15-0-0                           | تمديد ولاية بعثة مراقبي الأمم المتحدة في طاجيكستان                                                              |
| 1100     | 27 مارس 1997   | 15-0-0                           | تمديد ولاية بعثة مراقبي الأمم المتحدة في ليبريا                                                                 |